# Bodacious Ta Tas
Bodacious Ta Tas è una raccolta del gruppo musicale statunitense Roxx Gang, pubblicato nel 2001.

## Tracce
1. Hot for Love – 5:12 (Steele)
2. Daddy's Farm – 3:54 (Steele)
3. Time Bomb – 4:29 (Blades, Steele)
4. Mojo Guru – 3:43 (Steele)
5. No Easy Way Out – 4:40 (Steele)
6. Tiger Lily – 3:02 (Steele, Vitolo)
7. Dogtown – 3:21 (Steele)
8. Strawberry Wine – 5:25 (Blades, Blades, Steele, Vitolo)
9. You Really Got a Hold on Me – 4:39 (Steele)
10. Red Rose – 5:26 (Steele)
11. Who's Been Driving My Cadillac? – 4:40 (Blades, Granese, Steele, Vitolo)
12. Too Close for School – 3:42
13. Scratch My Back – 5:07 (Steele)
14. Spoonful – 5:04

## Formazione
- Kevin Steele - voce
- Stacey Blades - chitarra
- Jeff Vitolo - chitarra
- Vinnie Granese - basso
- Tommy Weder - batteria